# Železniki (Metlika, Slovenija)
Železniki je naselje u slovenskoj Općini Metliki. Železniki se nalazi u pokrajini Dolenjskoj i statističkoj regiji Jugoistočnoj Sloveniji. 

## Stanovništvo
Prema popisu stanovništva iz 2002. godine naselje je imalo 28 stanovnika.